# Gösta Persson
Otto Gösta Adolf Persson (Stoccolma, 8 gennaio 1904 – Malmö, 23 febbraio 1991) è stato un nuotatore e pallanuotista svedese che ha partecipato alle Olimpiadi di Parigi 1924 e di Berlino 1936.
Nel 1924 vinse la medaglia di bronzo come membro della staffetta svedese 4 x 200 metri stile libero, ed ha anche fatto parte della squadra svedese che è arrivata quarta nel torneo olimpico di pallanuoto, giocando tutte e sei le partite.
Dodici anni dopo giocò quattro partite nel torneo olimpico di pallanuoto del 1936, quando la squadra svedese finì al settimo posto.